# Тамборська мова
Тамборська мова — мова загиблої тамборської культури, що існувала на острові Сумбава (сучасна Індонезія) і знищена разом з усіма носіями її мови 1815 року виверженням вулкана Тамбора. Належала до папуаських мов, була найзахіднішою з них. Нині є мертвою.

## Словник

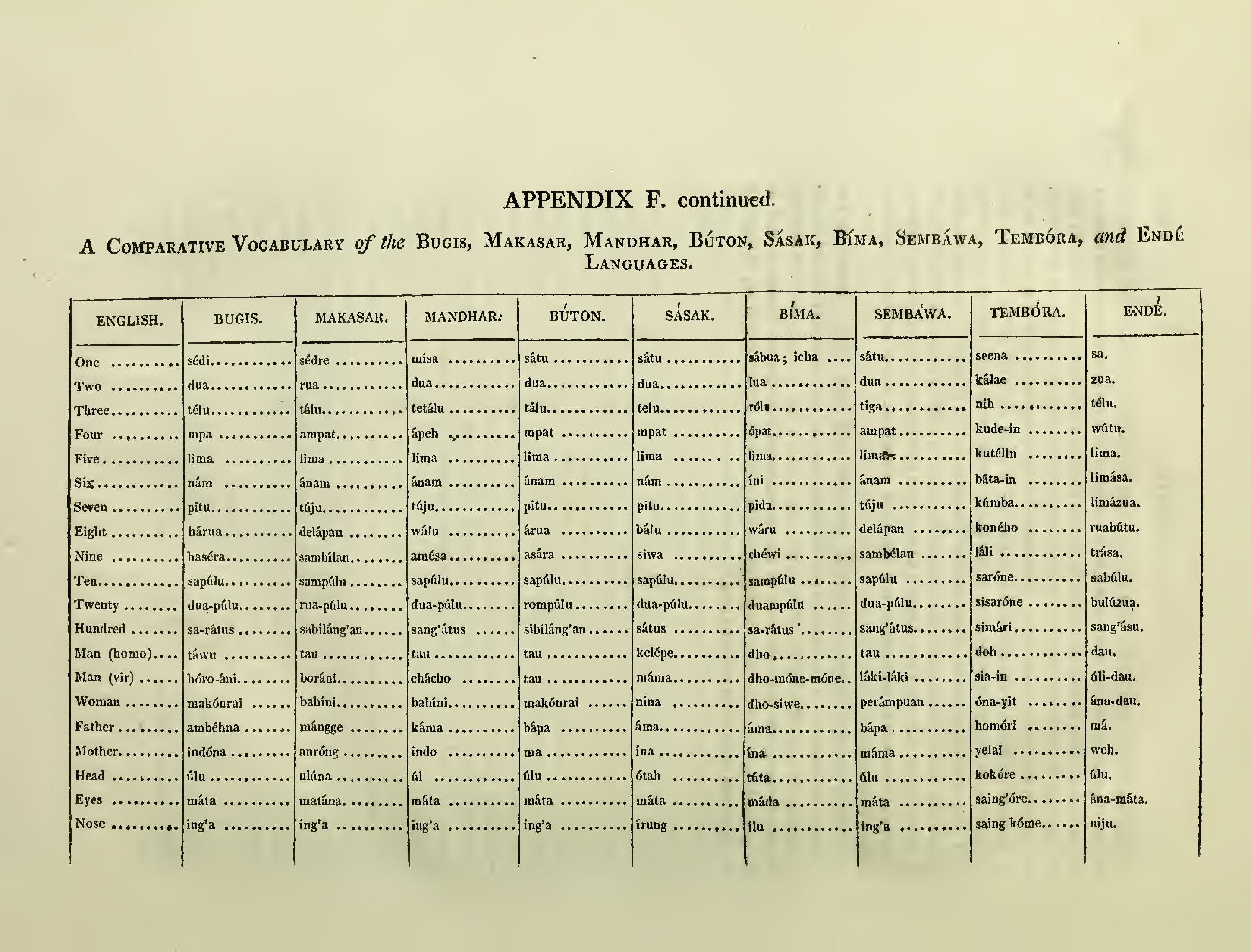
Порівняльний словник, включаючи слова тамборською. «Історія Яви» С. Рафлз

Відомим є лише один список слів тамборської мови, зібраний командувачем британських збройних сил у регіоні сером Стемфордом Рафлзом незадовго до виверження та опублікований 1817 року. Очевидно, мова не була австронезійською; вона має лише кілька австронезійських запозичень.
У наведеному нижче списку передбачається, що ⟨ng'⟩ позначає звук [ŋ], а ⟨dj⟩ — [d͡ʒ]. Дефіс, можливо, є гортанною змичкою [ʔ]. Два слова, búlu і mákan, є явно малайськими запозиченнями. Золлінґер (1850) виділив кілька можливих запозичень з інших австронезійських мов; Тамбора була регіональною торговою державою, тому можна було очікувати ряд запозичень від околичних мов.
| Тамборською      | Значення   | Тамборською       | Значення |
| ---------------- | ---------- | ----------------- | -------- |
| seena            | один       | maimpo            | ступня   |
| kálae            | два        | kiro              | кров     |
| nih              | три        | kóngkong          | день     |
| kude-in          | чотири     | tádung            | ніч      |
| kutélin          | п'ять      | kidjum            | сон      |
| báta-in          | шість      | sílam             | мертвий  |
| kúmba            | сім        | si-yang           | білий    |
| koného           | вісім      | naido             | чорний   |
| láli             | девять     | sámar             | хороший  |
| saróne           | десять     | gonóre            | поганий  |
| sisaróne         | дванадцять | maing'aing        | вогонь   |
| simári           | сто        | naino             | вода     |
| doh              | людина     | gónong            | земля    |
| sia-in           | чоловік    | ilah              | камінь   |
| óna-yit          | жінка      | kíwu              | свиня    |
| homóri           | отець      | kilaíngkong       | птах     |
| yelai            | матір      | andik             | яйце     |
| kokóre           | голова     | karáyi            | риба     |
| saing'óre        | око        | ingkong           | сонце    |
| saing kóme       | ніс        | mang'ong          | місяць   |
| búlu (малайськ.) | волосся    | kingkong          | зірка    |
| sóntong          | зуби       | mákan (малайськ.) | їсти     |
| sumóre           | живіт      | hok-hok           | сидіти   |
| taintu           | рука       | moríhoh           | Бог      |